# صحة المرأة في الصين
صحة المرأة في الصين تشير إلى صحة المرأة في جمهورية الصين الشعبية، والتي تختلف عن صحة الرجال في الصين بطرق عديدة. يتم تعريف الصحة بشكل عام في دستور منظمة الصحة العالمية (WHO) بأنها «حالة من السلامة البدنية والعقلية والاجتماعية الكاملة وليس مجرد غياب المرض أو العجز». يعتمد ظرف صحة المرأة الصينية بشكل كبير على السياقات التاريخية والتطور الاقتصادي في الصين خلال العقود السبع الماضية. يستلزم المنظور التاريخي لصحة المرأة في الصين دراسة سياسات الرعاية الصحية ونتائجها للنساء في فترة ما قبل الإصلاح (1949-1978) وفترة ما بعد الإصلاح عام 1978.
بشكل عام، شهدت صحة المرأة في الصين تحسينات كبيرة منذ تأسيس جمهورية الصين الشعبية في عام 1949، وشهدت تحسينات في مؤشرات متعددة مثل معدل وفيات الرضع (IMR)، ومؤشر جودة الحياة المادية (PQLI)، وما إلى ذلك. ومع ذلك، وبسبب الإيديولوجية الصينية التقليدية بشأن عدم المساواة بين الجنسين وتعقيدات النظام السياسي الصيني، فإن التحديات بشأن جوانب كثيرة لصحة المرأة، مثل الصحة الإنجابية وفيروس نقص المناعة البشرية / الإيدز، لا تزال تتصاعد.